# Enrique Herrero Ducloux
Enrique Herrero Ducloux (Castejón, Navarra, 6 de enero de 1877 - La Plata, Buenos Aires, 23 de julio de 1962) fue un químico y escritor argentino. Siendo el primer doctor en química de Argentina, desarrolló su dilatada profesión de profesor universitario con gran notoriedad. Su bibliografía se compone de libros en su mayor parte didácticos, sobre química y física, y una extensa lista de artículos divulgativos.

## Biografía
Enrique Herrero Ducloux nació el 6 de enero de 1877 en la localidad española de Castejón, en Navarra, pero a edad temprana se trasladó a Argentina junto con su familia, donde permaneció el resto de su vida.

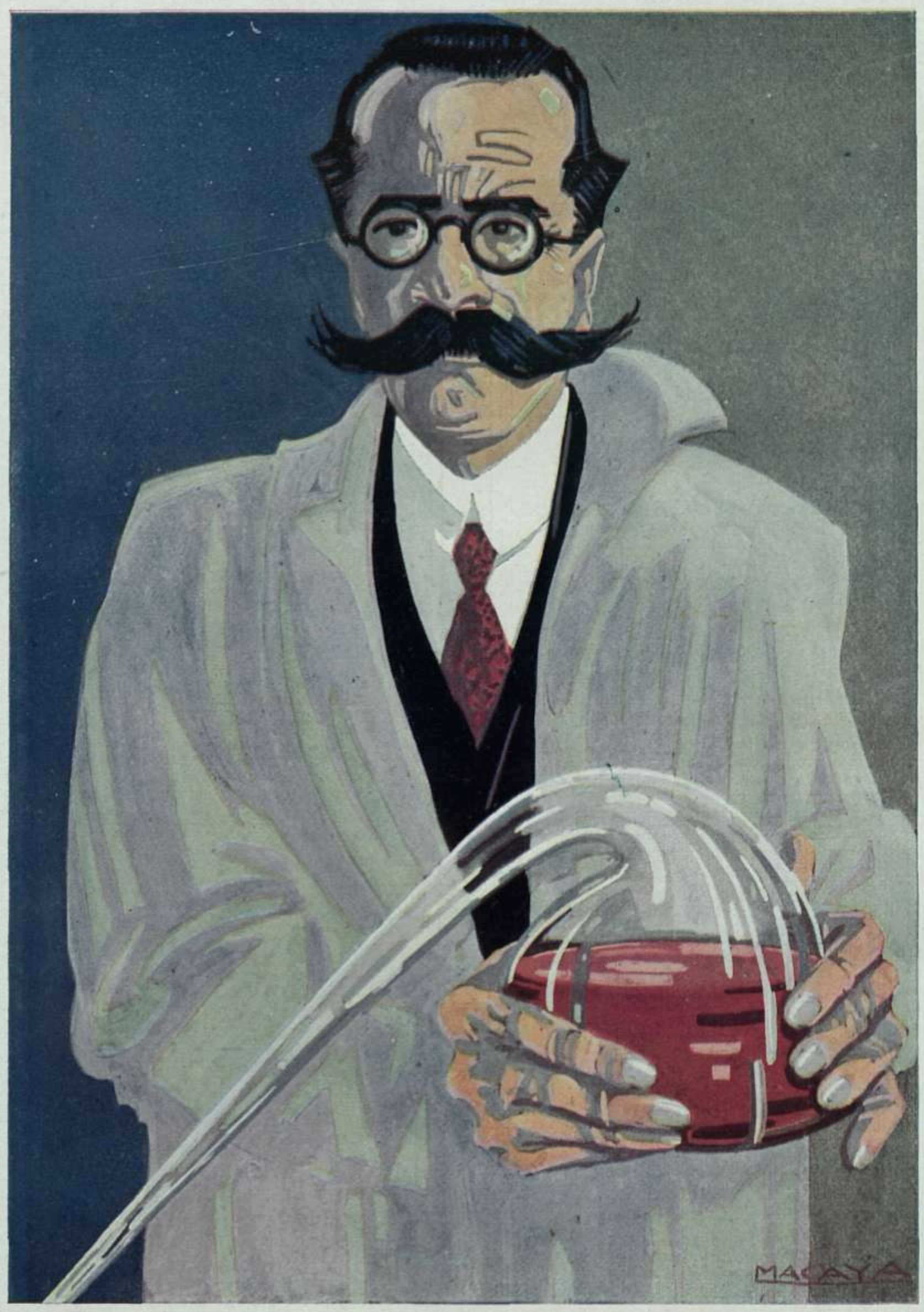
Retratado por Macaya en Caras y Caretas (1924)

Después de cursar los estudios primarios y secundarios en Santa Fe, se diplomó como maestro. En la ciudad de Rosario ejerció de docente en varios colegios (entre ellos la Escuela Normal Nº 1), al mismo tiempo que era secretario de la Dirección Provincial de Escuelas.
En 1896 se mudó a Buenos Aires, y en 1901 se convirtió en el primer doctor en química (con su tesis titulada "Contribución al estudio de la especie "Pata del Monte" - Ximenia americana L.") de la Facultad de Ciencias Exactas, Físicas y Naturales de la UBA, donde poco después ejercería de docente. Su tesis doctoral fue aprobada el 26 de noviembre de 1901, razón por la cual, en la Argentina, se celebra en esta fecha el Día del Químico.
En 1919 fue elegido decano de la recién creada Facultad de Ciencias Químicas de la Universidad de la Plata, cuyo emblema, la hoja de roble, diseñó el propio Herrero Ducloux en 1900.
En 1923 escribió una monografía, Las ciencias químicas, que formaría parte de una importante colección de la Sociedad Científica Argentina, donde era secretario.
Herrero Ducloux valoraba el desempeño de las mujeres en la disciplina. Dirigió tesis doctorales de algunas de las pioneras de la química en la Universidad Nacional de La Plata, como  María Luisa Cobanera en 1913 y Carolina Etile Spegazzini en 1918. Solía referirse a ello en sus libros y declaraciones públicas. Por ejemplo, en su libro de ensayos titulado Las opiniones del Prof. Skrupelmann expresa que:

El feminismo sano, noble, equilibrado y lógico que dignifica la mujer, que la libra de injusticias seculares, que le da personalidad, aunque nos duela por egoísmo, es un triunfo de nuestros tiempos;… Nuestras mujeres reclaman con justo título derechos y atribuciones que les hemos negado durante siglos y que consideramos como propiedad exclusiva por el argumento brutal del Quia nominor leo [porque me llamo león] hoy insostenible ante la razón y la justicia. No digamos que son o no son morales porque rompan prejuicios y salten vallas que reputábamos infranqueables.

## Honores
En 1937 recibió el premio Francisco P. Moreno, un galardón concedido por el Museo de La Plata, donde había colaborado.

## Premio
El premio "Dr. Enrique Herrero Ducloux" se otorga por la Asociación Química Argentina, anualmente, a la mejor tesis aprobada en los dos años anteriores a la convocatoria del concurso, realizada en el país por un alumno de las universidades nacionales o privadas. El origen de este premio se explica en el artículo Premio "Dr. Juan J. J. Kyle".